# Taiwanoppia hungarorum
Taiwanoppia hungarorum är en kvalsterart som först beskrevs av Sandór Mahunka 1988.  Taiwanoppia hungarorum ingår i släktet Taiwanoppia och familjen Oppiidae. Inga underarter finns listade i Catalogue of Life.